# Ataque de helicópteros de Uruzgán
El ataque de helicópteros de Uruzgán tuvo como resultado la muerte de un gran número de civiles afganos, incluido cuatro mujeres y un niño, y otras 12 personas resultaron heridas. El ataque tuvo lugar el 21 de febrero de 2010 cerca de la frontera entre las provincias de Urūzgān y Daikondi en Afganistán cuando helicópteros de operaciones especiales MH-6 Little Bird atacaron a tres microbuses pensando que transportaban insurgentes.